# Formula 2 giapponese 1982
La stagione 1982 della Formula 2 giapponese fu corsa su 6 gare, disputatesi tutte sul suolo giapponese. Il campionato venne vinto dal pilota nipponico Satoru Nakajima su March 812-Honda e March 822-Honda.

## La pre-stagione

### Calendario
| Gara | Nome                                | Circuito           | Giri | Lunghezza         | Data         |
| ---- | ----------------------------------- | ------------------ | ---- | ----------------- | ------------ |
| 1    | Big2&4Race                          | Circuito di Suzuka | 30   | 30x6,000=180 km   | 14 marzo     |
| 2    | Japan International F2 Championship | Circuito del Fuji  | 35   | 35x4,360=152,6 km | 11 aprile    |
| 3    | John Player Special Trophy          | Circuito di Suzuka | 30   | 30x6,000=180 km   | 30 maggio    |
| 4    | Suzuka Golden Trophy                | Circuito di Suzuka | 30   | 30x6,000=180 km   | 4 luglio     |
| 5    | Great 20 Racers                     | Circuito di Suzuka | 30   | 30x6,000=180 km   | 26 settembre |
| 6    | JAF Suzuka GP                       | Circuito di Suzuka | 35   | 35x6,000=210 km   | 7 novembre   |

- Tutte le corse sono disputate in Giappone.

## Piloti e team
| Team                             | Telaio                           | Nr. | Pilota              | Gare      |
| -------------------------------- | -------------------------------- | --- | ------------------- | --------- |
| Heroes Racing Corporation        | Lola T850-BMW                    | 2   | Toshio Suzuki       | 5-6       |
| Heroes Racing Corporation        | Lola T850-BMW March 822-BMW      | 3   | Kazuyoshi Hoshino   | Tutte     |
| Speed Star Wheel Racing          | March 802-BMW March 822-BMW      | 5   | Naohiro Fujita      | 1-4, 6    |
| Speed Star Wheel Racing          | March 812-BMW                    | 6   | Motoharu Kurosawa   | 1-5       |
| Team Le Mans                     | March 802-BMW March 822 BMW      | 7   | Johnny Cecotto      | 1, 5-6    |
| Team Le Mans                     | March 822 BMW                    | 7   | Geoff Lees          | Tutte     |
| Team Le Mans                     | March 822 BMW                    | 8   | Keiji Matsumoto     | Tutte     |
| Tomei Jidousya                   | March 802-BMW                    | 7   | Eje Elgh            | 2         |
| Tomei Jidousya                   | March 822-BMW                    | 16  | Akira Hagiwara      | 5         |
| Tomei Jidousya                   | March 822-BMW                    | 24  | Kenji Takahashi     | Tutte     |
| Tomei Jidousya                   | March 822-BMW                    | 27  | Mike Thackwell      | 6         |
| Ralt Racing Ltd.                 | Ralt H6/82-Honda                 | 14  | Kenny Acheson       | 5-6       |
| Ralt Racing Ltd.                 | Ralt H6/82-Honda                 | 15  | Jonathan Palmer     | 5-6       |
| Team Equip                       | Maurer MM81-BMW                  | 20  | Tsunehisa Asai      | 1, 3-6    |
| Shift                            | Toleman TG280-Hart March 822-BMW | 25  | Kunimitsu Takahashi | 1-2, 4-6  |
| Nova Engineering                 | Toleman TG280-Hart               | 26  | Mike Thackwell      | 1         |
| March Racing                     | March 822-BMW                    | 26  | Corrado Fabi        |           |
| March Racing                     | March 822-BMW                    | 26  | Christian Danner    | 5         |
| Uchida Racing Kondou Racing      | March 802-BMW                    | 28  | Shinji Uchida       | 2, 6      |
| Racing Mate Project Team         | March 802-BMW                    | 30  | Stanley Dickens     | 3         |
| Marlboro Team Spirit             | Spirit 201-Honda                 | 31  | Stefan Johansson    | 5-6       |
| Marlboro Team Spirit             | Spirit 201-Honda                 | 32  | Thierry Boutsen     | 5-6       |
| Trident Racing Team              | March 812-BMW                    | 33  | Masamoto Shimizu    | Tutte     |
| John Player Special Team Izukawa | March 802-Honda March 822-Honda  | 37  | Satoru Nakajima     | Tutte     |
| Ogura Racing                     | March 782-BMW March 802-BMW      | 66  | Yoshiyuki Ogura     | 1, 3, 5-6 |
| Mimasu Racing                    | March 802-BMW                    | 77  | Tsuneharu Nakano    | 1-3       |
| Roys Racing                      | March 802-BMW                    | 81  | Norimasa Sakamoto   | 1, 3-6    |
| Unico Racing                     | March 802- BMW                   | 88  | Daniel La Tour      | 4         |
| Unico Racing                     | AGS JH19-BMW                     | 88  | Eje Elgh            | 6         |

## Risultati e classifiche

### Risultati
| Gara | Circuito | Tempo      | Velocità    | Pole position     | GPV               | Vincitore         | Vettura     |
| ---- | -------- | ---------- | ----------- | ----------------- | ----------------- | ----------------- | ----------- |
| 1    | Suzuka   | 56:40.65   | 190,55 km/h | Kenji Matsumoto   | Kenji Matsumoto   | Satoru Nakajima   | March-Honda |
| 2    | Fuji     | 44:44.2    | 204,66 km/h | Kazuyoshi Hoshino | Kenji Takahashi   | Kenji Takahashi   | March-BMW   |
| 3    | Suzuka   | 1'06:40.07 | 162 km/h    | Kenji Matsumoto   | Naohiro Fujita    | Satoru Nakajima   | March-Honda |
| 4    | Suzuka   | 57:55.2    | 186,46 km/h | Kazuyoshi Hoshino | Kazuyoshi Hoshino | Kazuyoshi Hoshino | March-BMW   |
| 5    | Suzuka   | 58:17.34   | 185,28 km/h | Satoru Nakajima   | Satoru Nakajima   | Satoru Nakajima   | March-Honda |
| 6    | Suzuka   | 1'15:52.03 | 166,08 km/h | Stefan Johansson  | Kazuyoshi Hoshino | Satoru Nakajima   | March-Honda |

### Classifica piloti
I punti sono assegnati secondo lo schema seguente:
| Sistema di punteggio | Sistema di punteggio | Sistema di punteggio | Sistema di punteggio | Sistema di punteggio | Sistema di punteggio | Sistema di punteggio | Sistema di punteggio | Sistema di punteggio | Sistema di punteggio | Sistema di punteggio |
| Posizione            | 1º                   | 2º                   | 3º                   | 4º                   | 5º                   | 6º                   | 7º                   | 8º                   | 9º                   | 10º                  |
| -------------------- | -------------------- | -------------------- | -------------------- | -------------------- | -------------------- | -------------------- | -------------------- | -------------------- | -------------------- | -------------------- |
| Punti                | 20                   | 15                   | 12                   | 10                   | 8                    | 6                    | 4                    | 3                    | 2                    | 1                    |

Contano i migliori 4 risultati.
| Pos | Pilota              | 2&4 | INT | JPS | SGT | GRT | SUZ | Punti validi |
| --- | ------------------- | --- | --- | --- | --- | --- | --- | ------------ |
| 1   | Satoru Nakajima     | 1   | 6   | 1   | 3   | 1   | 1   | 80 (98)      |
| 2   | Keiji Matsumoto     | 2   | 4   | 2   | 2   | 7   | Rit | 55 (59)      |
| 3   | Kazuyoshi Hoshino   | 3   | Rit | Rit | 1   | 5   | 2   | 55           |
| 4   | Kenji Takahashi     | 4   | 1   | 3   | 5   | 6   | 9   | 50 (58)      |
| 5   | Naohiro Fujita      | 5   | 2   | 10  | 7   |     | 5   | 35 (36)      |
| 6   | Motoharu Kurosawa   | 7   | 3   | 4   | 6   | 17  |     | 32           |
| 7   | Stefan Johansson    |     |     |     |     | 2   | 3   | 27           |
| 8   | Jonathan Palmer     |     |     |     |     | 3   | 8   | 15           |
| 9   | Masamoto Shimizu    | 10  | 5   | 8   | 9   | 11  | 11  | 14           |
| 10  | Geoff Lees          |     |     | 9   | 4   |     |     | 12           |
| 11  | Tsunehisa Asai      | 8   |     | 6   | 8   | Rit | 14  | 12           |
| 12  | Thierry Boutsen     |     |     |     |     | 4   | 15  | 10           |
| 12  | Kenny Acheson       |     |     |     |     | 15  | 4   | 10           |
| 14  | Eje Elgh            |     | 7   |     |     |     | 6   | 10           |
| 15  | Kunimitsu Takahashi | Rit | Rit | 5   | 12  | 10  | 13  | 9            |
| 16  | Johnny Cecotto      | 6   |     |     |     | 14  | 16  | 6            |
| 17  | Yoshiyuki Ogura     | Rit |     | 7   |     | 16  | Rit | 4            |
| 17  | Mike Thackwell      | Rit |     |     |     |     | 7   | 4            |
| 19  | Norimasa Sakamoto   | 9   |     | NP  | 10  | 12  | 10  | 4            |
| 20  | Tsuneharu Nakano    | Rit | 8   | Rit |     |     |     | 3            |
| 20  | Akira Hagiwara      |     |     |     |     | 8   |     | 3            |
| 22  | Shinji Uchida       |     | 9   |     |     |     | NQ  | 2            |
| 23  | Toshio Suzuki       |     |     |     |     | 9   | 12  | 2            |
| 24  | Daniel La Tour      |     |     |     | 11  |     |     | 0            |
| 25  | Christian Danner    |     |     |     |     | 13  |     | 0            |
|     | Stanley Dickens     |     |     | Rit |     |     |     | -            |
| Pos | Pilota              | 2&4 | INT | JPS | SGT | GRT | SUZ | Punti validi |

| Colore  | Risultato             |
| ------- | --------------------- |
| Oro     | Vincitore             |
| Argento | 2º posto              |
| Bronzo  | 3º posto              |
| Verde   | Finito a punti        |
| Blu     | Finito senza punti    |
| Viola   | Ritirato (Rit)        |
| Viola   | Non classificato (NC) |
| Rosso   | Non qualificato (NQ)  |
| Nero    | Squalificato (SQ)     |
| Bianco  | Non partito (NP)      |
| Bianco  | Non ha gareggiato     |
| Bianco  | Infortunato (INF)     |
| Bianco  | Escluso (ES)          |
| Bianco  | Gara cancellata (C)   |

### Suzuka Championship
Valgono solo le gare disputate sul Circuito di Suzuka. Non vi sono scarti.
| Pos | Pilota              | 2&4 | JPS | SGT | GRT | SUZ | Punti |
| --- | ------------------- | --- | --- | --- | --- | --- | ----- |
| 1   | Satoru Nakajima     | 1   | 1   | 3   | 1   | 1   | 92    |
| 2   | Kazuyoshi Hoshino   | 3   | Rit | 1   | 5   | 2   | 55    |
| 3   | Keiji Matsumoto     | 2   | 2   | 2   | 7   | Rit | 49    |
| 4   | Kenji Takahashi     | 4   | 3   | 5   | 6   | 9   | 38    |
| 5   | Stefan Johansson    |     |     |     | 2   | 3   | 27    |
| 6   | Naohiro Fujita      | 5   | 10  | 7   |     | 5   | 21    |
| 7   | Motoharu Kurosawa   | 7   | 4   | 6   | 17  |     | 20    |
| 8   | Jonathan Palmer     |     |     |     | 3   | 8   | 15    |
| 9   | Geoff Lees          |     | 9   | 4   |     |     | 12    |
| 10  | Tsunehisa Asai      | 8   | 6   | 8   | Rit | 14  | 12    |
| 11  | Thierry Boutsen     |     |     |     | 4   | 15  | 10    |
| 11  | Kenny Acheson       |     |     |     | 15  | 4   | 10    |
| 13  | Kunimitsu Takahashi | Rit | 5   | 12  | 10  | 13  | 9     |
| 14  | Eje Elgh            |     |     |     |     | 6   | 6     |
| 14  | Johnny Cecotto      | 6   |     |     | 14  | 16  | 6     |
| 16  | Masamoto Shimizu    | 10  | 8   | 9   | 11  | 11  | 4     |
| 17  | Yoshiyuki Ogura     | Rit | 7   |     | 16  | Rit | 4     |
| 17  | Mike Thackwell      | Rit |     |     |     | 7   | 4     |
| 19  | Norimasa Sakamoto   | 9   | NP  | 10  | 12  | 10  | 4     |
| 20  | Akira Hagiwara      |     |     |     | 8   |     | 3     |
| 21  | Toshio Suzuki       |     |     |     | 9   | 12  | 2     |
| 22  | Daniel La Tour      |     |     | 11  |     |     | 0     |
| 23  | Christian Danner    |     |     |     | 13  |     | 0     |
|     | Tsuneharu Nakano    | Rit | Rit |     |     |     | -     |
|     | Stanley Dickens     |     | Rit |     |     |     | -     |
|     | Shinji Uchida       |     |     |     |     | NQ  | -     |
| Pos | Pilota              | 2&4 | JPS | SGT | GRT | SUZ | Punti |

| Colore  | Risultato             |
| ------- | --------------------- |
| Oro     | Vincitore             |
| Argento | 2º posto              |
| Bronzo  | 3º posto              |
| Verde   | Finito a punti        |
| Blu     | Finito senza punti    |
| Viola   | Ritirato (Rit)        |
| Viola   | Non classificato (NC) |
| Rosso   | Non qualificato (NQ)  |
| Nero    | Squalificato (SQ)     |
| Bianco  | Non partito (NP)      |
| Bianco  | Non ha gareggiato     |
| Bianco  | Infortunato (INF)     |
| Bianco  | Escluso (ES)          |
| Bianco  | Gara cancellata (C)   |